# The Bellamy Brothers
Bellamy Brothers este un duo american de muzică pop și country din Darby, Florida. Duo-ul este format din frații David Milton Bellamy (născut pe 16 septembrie 1950) și Homer Howard Bellamy (născut pe 2 februarie 1946). Duo-ul a avut un succes muzical considerabil în anii 1970 și 1980, începând cu lansarea hit-ului lor celebru „Let Your Love Flow” în 1976, un single numărul unu în Billboard Hot 100.
Începând cu sfârșitul anilor 1970, Frații Bellamy au găsit succes în muzica country, de asemenea, înregistrând 20 de single-uri numărul unu, 25 de top 10 și peste 50 de hituri în general în topurile country. Au lansat peste 50 de albume, în principal la casa de discuri Curb Records.

## Biografie și carieră
David și Howard Bellamy și-au petrecut copilăria în Florida, la ferma părinților lor. Au preluat devreme impulsuri muzicale din numeroase stiluri. Au învățat diverse instrumente și au câștigat experiență în mai multe formații.
În 1968 au fondat trupa Jericho, care a durat trei ani. Frații s-au concentrat apoi pe scrierea de cântece. În 1973, Jim Stafford a înregistrat Spiders and Snakes, scris de David Bellamy. Single-ul a fost vândut în peste trei milioane de exemplare și le-a oferit un start financiar solid.
După acest succes inițial, Frații Bellamy s-au mutat în 1973 la Los Angeles, unde au lucrat inițial ca muzicieni de sezon. În 1975 au primit un contract de înregistrare cu Curb Records. Single-ul Nothin' Heavy, cântat de David Bellamy, a ajuns pe locul 77 în Billboard Singles Charts.
Prin intermediul prietenului lor baterist, Neil Diamond, au aflat despre o melodie pe care unul dintre roadie-ul trupei o scrisese: Let Your Love Flow. Duo-ul a înregistrat un single în 1976 și a obținut un succes de Blockbuster care a ajuns în primele poziții în topurile pop din întreaga lume. 
După o lungă perioadă în Europa, la sfârșitul anilor 1970 a fost inițiată o ușoară schimbare de stil către muzica country clasică. În 1979, single-ul If I Said You Have A Beautiful Body Would You Hold It Against Me a ajuns pe locul 1 în topurile country. În muzica pop, cântecul a fost ultimul succes al fraților Bellamy în topurile americane, pe locul 39.  Succesul lor a durat până la sfârșitul anilor 1980. În 1991, frații și-au fondat propria etichetă. Vânzările au scăzut semnificativ, dar frații Bellamy au rămas în afaceri.
Albumul lor Bellamy Brothers & Friends, lansat în 2013, a fost o colaborare cu artiști elvețieni precum Peter Reber.

## Discografie

### Albume
- 1976 Let Your Love Flow
- 1977 Plain & Fancy
- 1978 Beautiful Friends
- 1979 The Two and Only
- 1980 You Can Get Crazy
- 1980 Sons of the Sun
- 1982 When We Were Boys
- 1982 Strong Weakness
- 1984 Restless
- 1985 Howard and David
- 1986 Country Rap
- 1987 Crazy from the Heart
- 1988 Rebels Without a Clue
- 1990 Reality Check
- 1991 Rollin' Thunder
- 1991 Neon Cowboy
- 1992 Beggars and Heroes
- 1994 Nobody's Perfeect
- 1994 Rip Off the Knob
- 1994 Take Me Home
- 1995 Sons of Beaches
- 1996 Tropical Christmas
- 1996 Dancin'
- 1997 Over the Line
- 1998 Reggae Cowboys
- 1999 Live at Gilley's
- 1999 Lonely Planet
- 2002 Reason for the Season
- 2007 Jesus Is Coming
- 2010 The Greatest Hits Sessions
- 2012 Simply the Best (feat. DJ Ötzi)
- 2012 Pray for Me

### Singles
(top 10 pe Billboard Hot Country Songs și alte plasări de top)
- 1976 Let Your Love Flow (nr. 21, de asemenea, nr. 1 pe Billboard Hot 100 și nr. 2 pe Billboard Hot Adult Contemporary Song)
- 1979 If I Said You Had a Beautiful Body Would You Hold It Against Me (nr. 1, nr. 39 pe Billboard Hot 100)
- 1979 You Ain't Just Whistlin' Dixie (nr. 5)
- 1980 Sugar Daddy (nr. 1)
- 1980 Dancin' Cowboys (nr. 1)
- 1980 Lovers Live Longer (nr. 3)
- 1981 Do You Love as Good as You Look (nr. 1)
- 1981 You're My Favorite Star (nr. 7)
- 1982 For All the Wrong Reasons (nr. 1)
- 1982 Redneck Girl (nr. 1)
- 1983 When I'm Away from You (nr. 1)
- 1983 I Love Her Mind (nr. 4)
- 1984 Forget About Me (nr. 5)
- 1984 World's Greatest Lover (nr. 6)
- 1985 I Need More of You (nr. 1)
- 1985 Old Hippie (nr. 2)
- 1985 Lie to You for Your Love (nr. 2)
- 1986 Feelin' the Feelin'  (nr. 2)
- 1986 Too Much Is Not Enough (med The Forester Sisters) (nr. 1)
- 1987 Kids of the Baby Boom (nr. 1)
- 1987 Crazy from the Heart (nr. 3)
- 1988 Santa Fe (nr. 5)
- 1988 I'll Give You All My Love Tonight (nr. 6)
- 1988 Rebels Without a Clue (nr. 9)
- 1989 Big Love (nr. 5)
- 1989 You'll Never Be Sorry (nr. 10)
- 1990 I Could Be Persuaded (nr. 7)